# Chiesa delle Stimmate di San Francesco (Budapest)
La chiesa delle Stimmate di San Francesco di Budapest è un luogo di culto cattolico situato nel centro della capitale ungherese. 

## Storia e descrizione
Costruita dai frati francescani fra il 1731 e il 1757 su progetto di Hans Jakab sulle rovine di un'antica moschea, la chiesa fu donata al convento di Sant'Elisabetta dopo che l'ordine francescano fu sciolto dall'imperatore Giuseppe II d'Austria nel 1785.
L'interno in stile barocco della chiesa è decorato con affreschi risalenti al XVIII secolo e recentemente restaurati, uno dei quali presenta San Floriano che salva i cristiani dall'incendio del 1810. Il pulpito e il coro, lavorati a intarsio dai frati, risalgono alla chiesa originale francescana. Accanto alla chiesa, nel Settecento, le Suore di Sant'Elisabetta fecero costruire un ospedale e un ostello.